# Bodibeng
Bodibeng est une ville du Botswana.